# Акт о реорганизации штатов
Акт о реорганизации штатов 1956 года (англ. States Reorganisation Act) — крупнейшая в истории современной Индии реформа, практически полностью изменившая административно-территориальное деление страны.

## Политическая интеграция Индии после обретения независимости и Конституция 1950 года

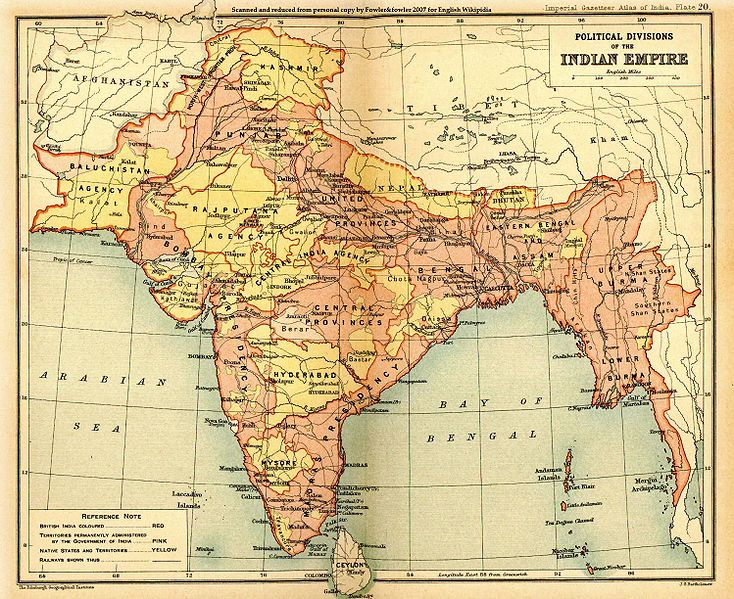
Административное деление Британской Индии в 1909 году

Во времена британского владычества на территории Индийского субконтинента существовали административные единицы двух видов: провинции Британской Индии, которые управлялись британскими администраторами, ответственными непосредственно перед генерал-губернатором Индии, и управляемые наследственными властителями туземные княжества, которые признавали британский сюзеренитет в обмен на внутреннюю автономию. В результате реформ начала XX века большинство британских провинций получили избираемые прямым голосованием законодательные ассамблеи и губернаторов (хотя некоторые мелкие провинции продолжали управляться главными комиссарами, назначаемыми непосредственно генерал-губернатором Индии). Крупные реформы, проведённые британцами в 1930-х годах, также развивали принцип федерализма.
15 августа 1947 года Великобритания даровала независимость двум отдельным доминионам — Индии и Пакистану. Британцы разорвали договорные отношения с примерно пятью сотнями туземных княжеств и предложили им войти в состав Индии или Пакистана (хотя и не принуждали к этому силой). Большинство княжеств вошло в состав Индии, некоторые присоединились к Пакистану; Бутан и Хайдарабад предпочли независимость (однако Хайдарабад был тут же оккупирован Индией и принуждён к вступлению в Индийский Союз).
В период с 1947 по 1950 годы территории бывших туземных княжеств были политически интегрированы в Индийский Союз. Большинство княжеств присоединилось к существовавшим провинциям, некоторые, объединившись вместе, образовали новые провинции (Раджастхан, Химачал-Прадеш, Мадхья-Бхарат, Виндхья-Прадеш), а несколько княжеств сами стали штатами (Майсур, Хайдарабад, Бхопал, Биласпур). Однако основным законом Индии оставался Акт о правительстве Индии от 1935 года, что настоятельно требовало принятия Конституции.
Конституция Индии, вступившая в силу 26 января 1950 года, сделала Индию суверенной демократической республикой. Новая республика также была объявлена «союзом штатов». Конституция 1950 года разделила штаты на три типа:
- Штаты категории «A» — бывшие управлявшиеся губернаторами провинции Британской Индии, в которых были избираемые губернатор и законодательная ассамблея. Такими штатами стали Ассам, Бихар, Бомбей, Мадхья-Прадеш (бывшие Центральные провинции и Берар), Мадрас, Орисса, Пенджаб (бывший Восточный Пенджаб), Уттар-Прадеш (бывшие Соединённые провинции Агра и Ауд) и Западная Бенгалия.
- Штаты категории «B» — бывшие туземные княжества либо группы туземных княжеств, управляемые раджпрамукхом (которым обычно являлся правитель бывшего княжества) и имеющие избираемый законодательный орган. Раджпрамукх назначался президентом Индии. Такими штатами стали Хайдарабад, Джамму и Кашмир, Мадхья-Бхарат, Майсур, Патиала и союз государств восточного Пенджаба, Раджастхан, Саураштра и Траванкор-Кочин.
- Штаты категории «C» — бывшие провинции Британской Индии, управлявшиеся главными комиссарами, а также некоторые бывшие туземные княжества. Эти штаты управлялись главными комиссарами, назначаемыми президентом Индии. К штатам этой категории относились Аджмер, Бхопал, Биласпур, Кург, Дели, Химачал-Прадеш, Кач, Манипур, Трипура и Виндхья-Прадеш.

Единственным штатом категории «D» были Андаманские и Никобарские острова, которыми управлял лейтенант-губернатор, назначаемый центральным правительством.

## Движение за создание штатов по языковому принципу
После образования независимой Индии стали раздаваться голоса, призывающие к созданию новых штатов, соответствующих местностям, жители которых говорят на одном языке. Особенно сильным стало движение в пользу создания из северной части штата Мадрас нового штата для людей, говорящих на языке телугу. В результате в 1953 году из штата Мадрас был выделен штат Андхра.

## Изменения границ в 1950—1956 годах
1 июля 1954 года маленький штат Биласпур был присоединён к штату Химачал-Прадеш.
В 1955 году к штату Западная Бенгалия был присоединён Чанданнагар — бывший эксклав Французской Индии.

## Комиссия по реорганизации штатов
В декабре 1953 года премьер-министр Джавахарлал Неру создал Комиссию по реорганизации штатов, которой было поручено подготовить реформу границ штатов в соответствии с лингвистическими признаками. Председателем комиссии стал губернатор штата Орисса Фазал Али, поэтому она ещё известна как «комиссия Фазала Али». В 1955 году комиссия подготовила доклад, содержавший рекомендации по изменению границ.

## Связанные с реорганизацией изменения других законодательных актов
Акт о реорганизации штатов был принят 31 августа 1956 года. Прежде, чем он вступил в силу, была принята Седьмая поправка к Конституции. Акт и Поправка вступили в силу в один и тот же день — 1 ноября 1956 года. Поправка к Конституции убрала разделение штатов на категории, но перевела некоторые штаты бывших категорий «C» и «D» в разряд «союзных территорий». Также 1 ноября вступил в силу ещё один Акт, передавший некоторые территории от штата Бихар штату Западная Бенгалия.

## Результаты реорганизации

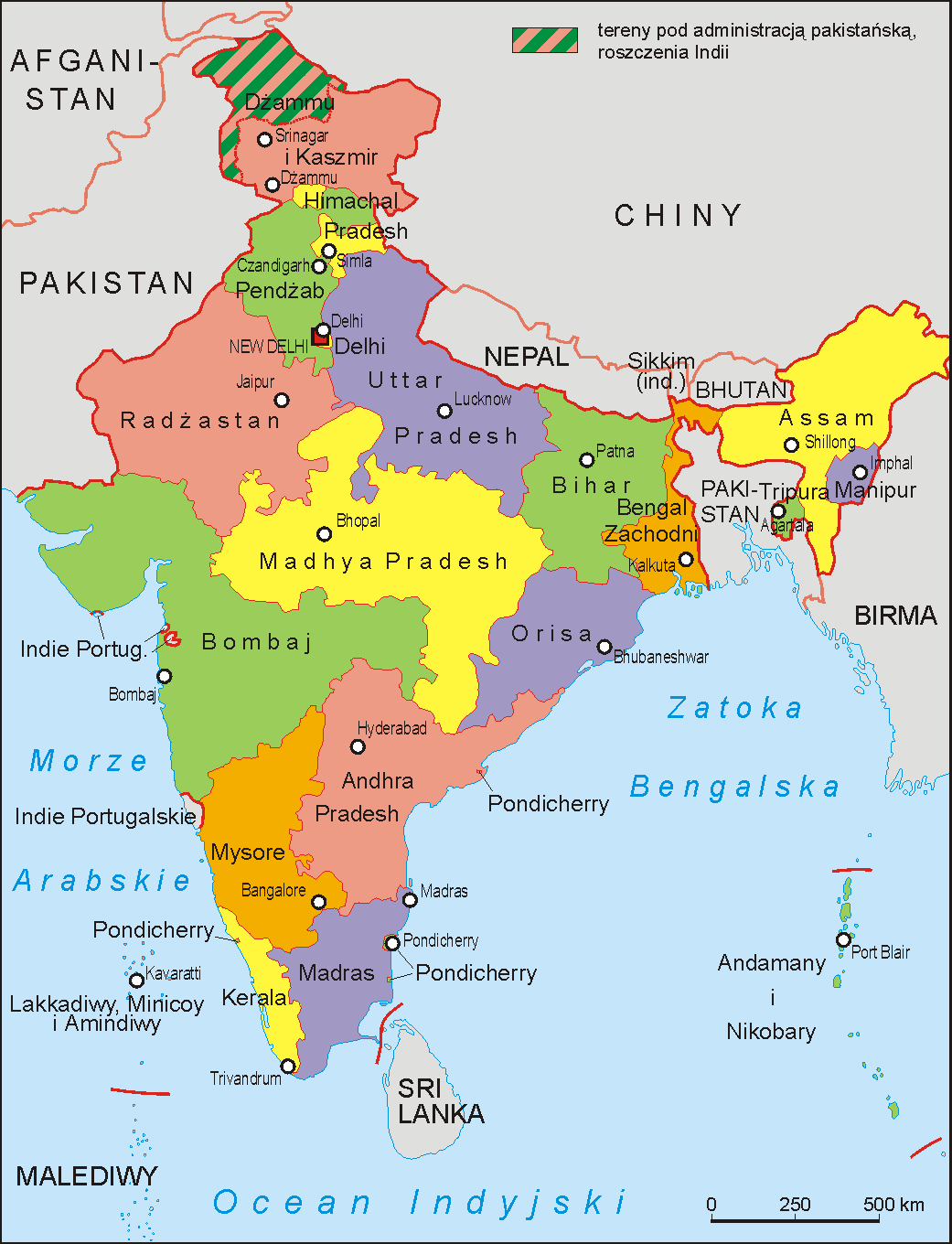
Административное деление Индии после 1 ноября 1956 года

1 ноября 1956 года произошли следующие изменения в составе штатов Индии и появились следующие союзные территории:

### Штаты
- Андхра-Прадеш: штат Андхра был переименован в Андхра-Прадеш и расширен за счёт региона Телангана ликвидированного штата Хайдарабад.
- Ассам: без изменений границ.
- Бихар: немножко уменьшен за счёт передачи части территорий штату Западная Бенгалия.
- Бомбей: штат был существенно расширен за счёт присоединения гуджаратоязычных штатов Саураштра и Кач, маратхоязычного региона Видарбха штата Мадхья-Прадеш и маратхоязычного региона Маратхвада штата Хайдарабад. Южная каннадаязычная часть штата Бомбей была передана штату Майсур.
- Джамму и Кашмир: без изменений границ.
- Керала: сформирован из штата Траванкор-Кочин и Малабарского побережья штата Мадрас.
- Мадхья-Прадеш: к штату были присоединены штаты Мадхья-Бхарат, Виндхья-Прадеш и Бхопал, а маратхоязычный регион Видарбха был передан штату Бомбей.
- Мадрас: Малабарское побережье было передано штату Керала, кроме того из штата была выделена союзная территория Лаккадивские, Миникойские и Аминдивские острова. К штату была присоединена южная часть бывшего штата Траванкор-Кочин.
- Майсур: расширен за счёт присоединения штата Кург, южных каннадаязычных регионов штата Бомбей, и каннадаязычных регионов бывшего штата Хайдарабад.
- Орисса: без изменений границ.
- Пенджаб: расширен за счёт присоединения штата Патиала и союз государств восточного Пенджаба.
- Раджастхан: расширен за счет присоединения штата Аджмер, а также частей штатов Бомбей и Мадхья-Бхарат.
- Уттар-Прадеш: без изменений границ.
- Западная Бенгалия: немного расширен за счёт передачи части территорий от штата Бихар.

### Союзные территории
- Андаманские и Никобарские острова
- Дели
- Химачал-Прадеш
- Лаккадивские, Миникойские и Аминдивские острова (выделена из штата Мадрас)
- Манипур
- Трипура